# Sainte Simplicité
Sainte Simplicité est une nouvelle d’Anton Tchekhov (en russe : Sviataïa prostota).

## Historique
Sainte Simplicité est initialement publiée dans la revue russe Le Journal de Pétersbourg, no 338, du 9 décembre 1885, sous le pseudonyme A.Tchekhonte. Aussi traduite en français sous le titre Sainte Innocence.

## Résumé
L’archiprêtre Sabbas Jezlov reçoit la visite de son fils, un célèbre avocat de Moscou. Cela fait plus de dix ans qu’il ne l’a pas vu, exactement depuis le moment où il l’a conduit à la faculté de droit. Il ignore tout de son fils. Combien gagne-t-il ? Quel métier a-t-il ? Il n’y a aucun contact entre eux. Pourtant, le fils avoue être passé plusieurs fois dans les environs sans avoir le temps de s’arrêter.
Il y a un décalage financier énorme entre le père qui économise sur tout et le fils qui gagne entre vingt et trente mille roubles par an. D'ailleurs, le père croit que son fils raconte des blagues quand il lui dit qu’un soir où il s’ennuyait dans une ville de province, voulant aller au théâtre et trouvant la représentation annulée, car aucun billet n'avait été vendu, il avait acheté tous les billets pour voir la pièce et passer le temps. Autre aventure extraordinaire : quand il a acheté une maison soixante mille roubles pour la perdre aux cartes, ou encore, son divorce qui lui a couté dix mille roubles.
Le fils va dans sa chambre travailler un dossier. Le père se décide à lui parler de son héritage. À sa mort, il y aura quinze cents roubles. Cet argent, il a mis quarante ans à l’économiser. Le fils lui répond simplement qu’il n’en a pas besoin. Le père est légèrement vexé, mais la joie de revoir son fils est telle qu’il va, la nuit, dans le vestibule, serrer dans ses bras la pelisse de son fils et la couvrir de baisers.

## Édition française
- Sainte Innocence, dans Œuvres de A.Tchekhov 1885, traduit par Madeleine Durand et Édouard Parayre, Les Éditeurs Français Réunis, 1955, numéro d’éditeur 431.